# Žiga Turk
Žiga Turk (ur. 4 lutego 1962 w Lublanie) – słoweński informatyk, nauczyciel akademicki i polityk, profesor Uniwersytetu Lublańskiego, w latach 2007–2008 i 2012–2013 minister.

## Życiorys
Absolwent inżynierii lądowej na Uniwersytecie Lublańskim. Na tej samej uczelni uzyskał magisterium z informatyki i 
doktorat z nauk technicznych. Zawodowo związany z macierzystym uniwersytetem, dochodząc na nim do stanowiska profesora. W latach 80. zajął się także publicystyką w czasopismach komputerowych (m.in. współtworzył magazyn „Moj mikro”).
Politycznie związany ze Słoweńską Partią Demokratyczną. Dwukrotnie wchodził w skład rządów Janeza Janšy. Od marca 2007 do listopada 2008 był ministrem bez teki do spraw rozwoju oraz reform gospodarczych i społecznych. Od lutego 2012 do marca 2013 pełnił funkcję ministra edukacji, nauki, kultury i sportu. W międzyczasie do 2010 był sekretarzem generalnym tzw. grupy mędrców, ciała doradczenia Unii Europejskiej powołanego w 2007.